# Izu-Tobu
Izu-Tóbu (japonsky 伊豆東部火山群, Izu Tóbu kazangun) je vulkanický komplex, tvořený více než sedmdesáti struskovými kužely, stratovulkány a Maary, nacházející se na poloostrově Izu na japonském ostrově Honšú. Na pobřeží se nachází i několik geneticky příbuzných podmořských vulkánů. Komplex se rozprostírá na ploše více než 400 km2 a leží na starších, pozdně-třetihorních vulkanitech a sedimentech.
Vývoj komplexu Izu-Tóbu probíhal během předchozích 300 000 let, poslední větší explozivní erupce se odehrála před cca 3 000 lety. Vulkanické formy sledují severozápadní-jihovýchodní a severovýchodní-jihozápadní zlomové systémy. Poslední erupce nastala v roce 1989, kdy došlo v vzniku menšího podmořského kráteru severovýchodně od města Itó.